# Bergrothomyia diemenensis
Bergrothomyia diemenensis là một loài ruồi trong họ Limoniidae. Chúng phân bố ở miền Australasia.